# Coche de caballos

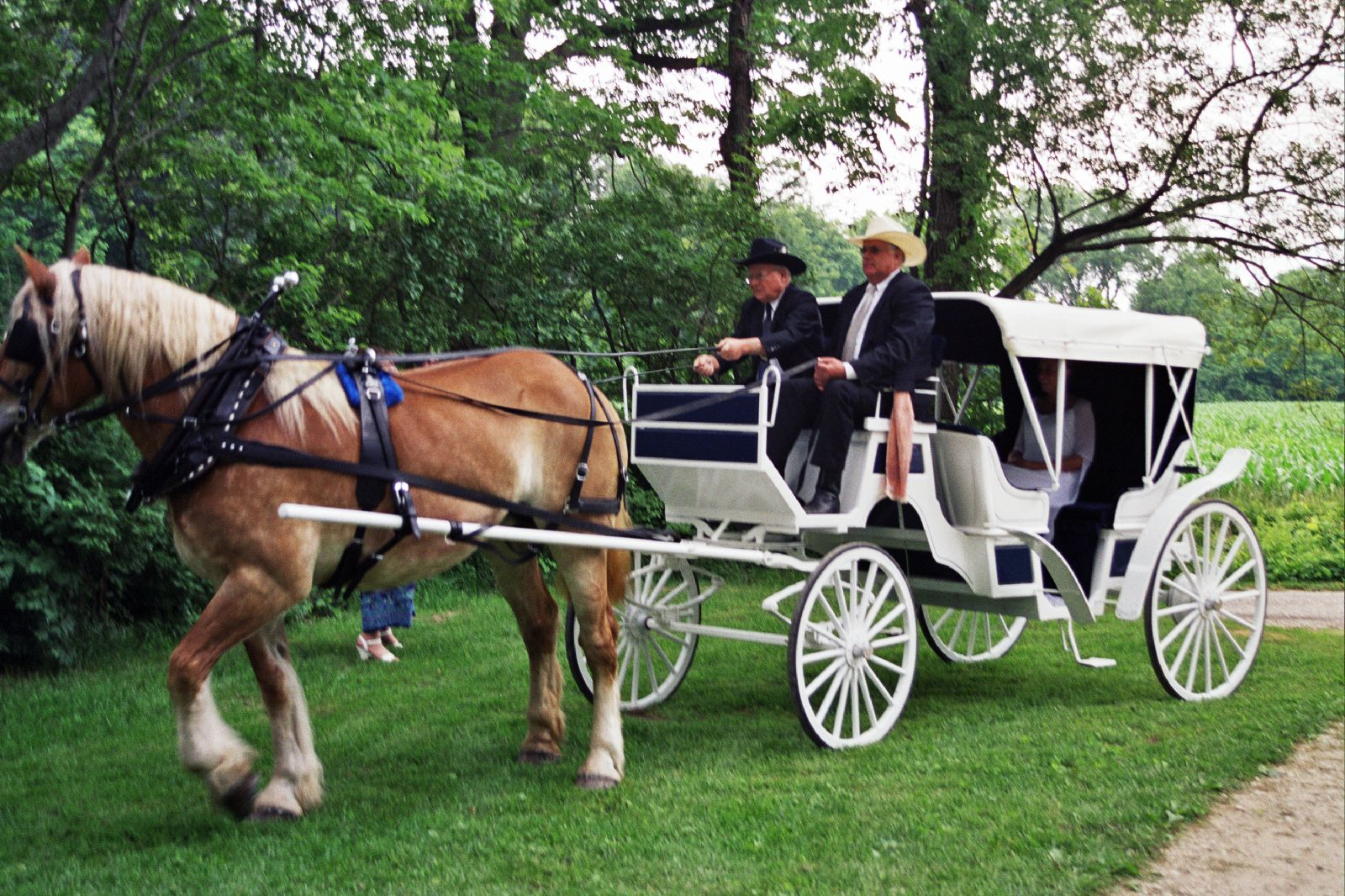
Coche de caballos

Un coche de caballos es un carruaje compuesto de una caja grande, semicircular o de otro tipo suspendida en correas o puesta sobre muelles con dos portezuelas laterales y ventanillas con cristales, dentro de la cual hay asientos para dos, cuatro o más personas. Normalmente tiene cuatro ruedas, pero también existen coches de dos ruedas. 
Con el desarrollo de los vehículos de motor, los coches de caballos prácticamente han desaparecido de las poblaciones y los caminos, siendo sustituidos por estos (automóviles), salvo para ocasiones especiales o con propósitos turísticos.

## Etimología

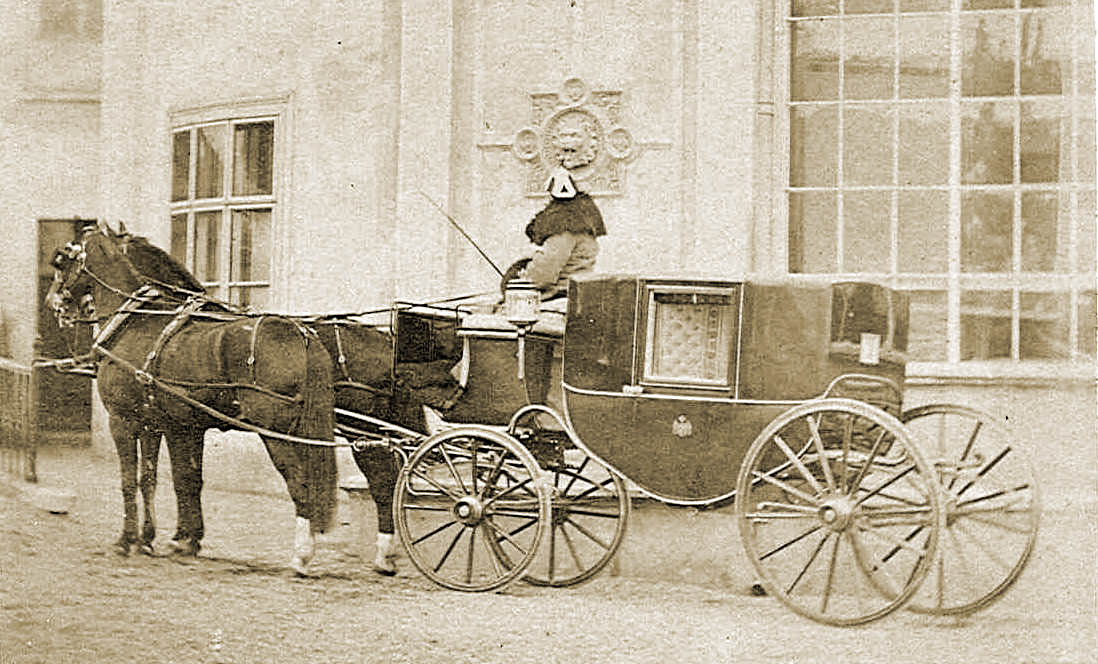
Coche de caballos de nobleza, ca. 1870

Algunos quieren, dice Covarrubias, que se haya dicho coche, quasi curroche, como carroza de curroza á curro. A otros les parece haber tomado el nombre del verbo francés coucher, cubare, por ir dentro del coche como echado en su cama. Y también los hay que dicen se deriva de una población de Hungría, en la que suponen fueron inventados o de la voz alemana gutsche, lecho de reposo.
También pudiera venir de la voz inglesa stagecoach "diligencia o sea transporte a caballo de cuatro ruedas".

## Tipos de coches

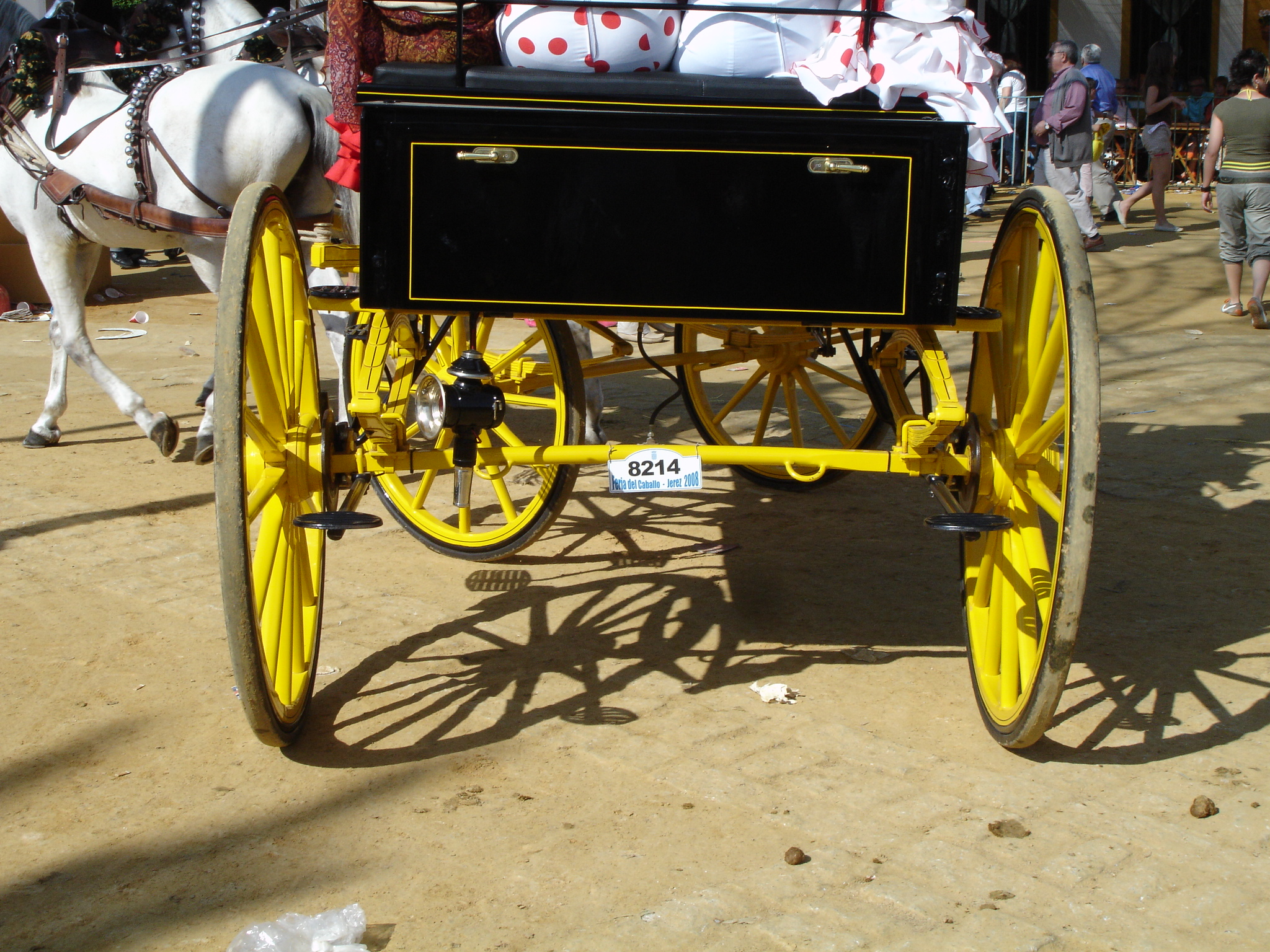
Matrícula obligatoria para coches de caballos en la Feria de Jerez

Por su forma o función, se pueden distinguir los siguientes tipos de coches:
- Coche de camino. El destinado a hacer viajes.
- Coche de colleras. El tirado por mulas adornadas por colleras.
- Coche de estribos. El que tiene asientos en las portezuelas.
- Coche de regalo o coche de rúa. El que solo se usaba por comodidad dentro de las poblaciones o para cortas distancias.
- Coche de varas. El que lleva dos varas entre las cuales se engancha el caballo de tiro.
- Coche de viga. El que en lugar de varas, tiene una viga por debajo.
- Coche pesetero. El de alquiler que no es de camino.

## Historia
La invención no data más allá del siglo XVI. Antes de esta época y aún mucho después de ella las personas distinguidas viajaban en litera o andas y por las ciudades en silla de mano o a caballo, por lo común en mulas, particularmente los médicos.
Gonzalo Fernández de Oviedo dice que la princesa Margarita, cuando vino a casar con el príncipe don Juan, trajo el uso de los coches de cuatro ruedas y que habiéndose vuelto viuda a Flandes cesaron tales carros y quedaron las literas que antes se usaban.

### El coche en España

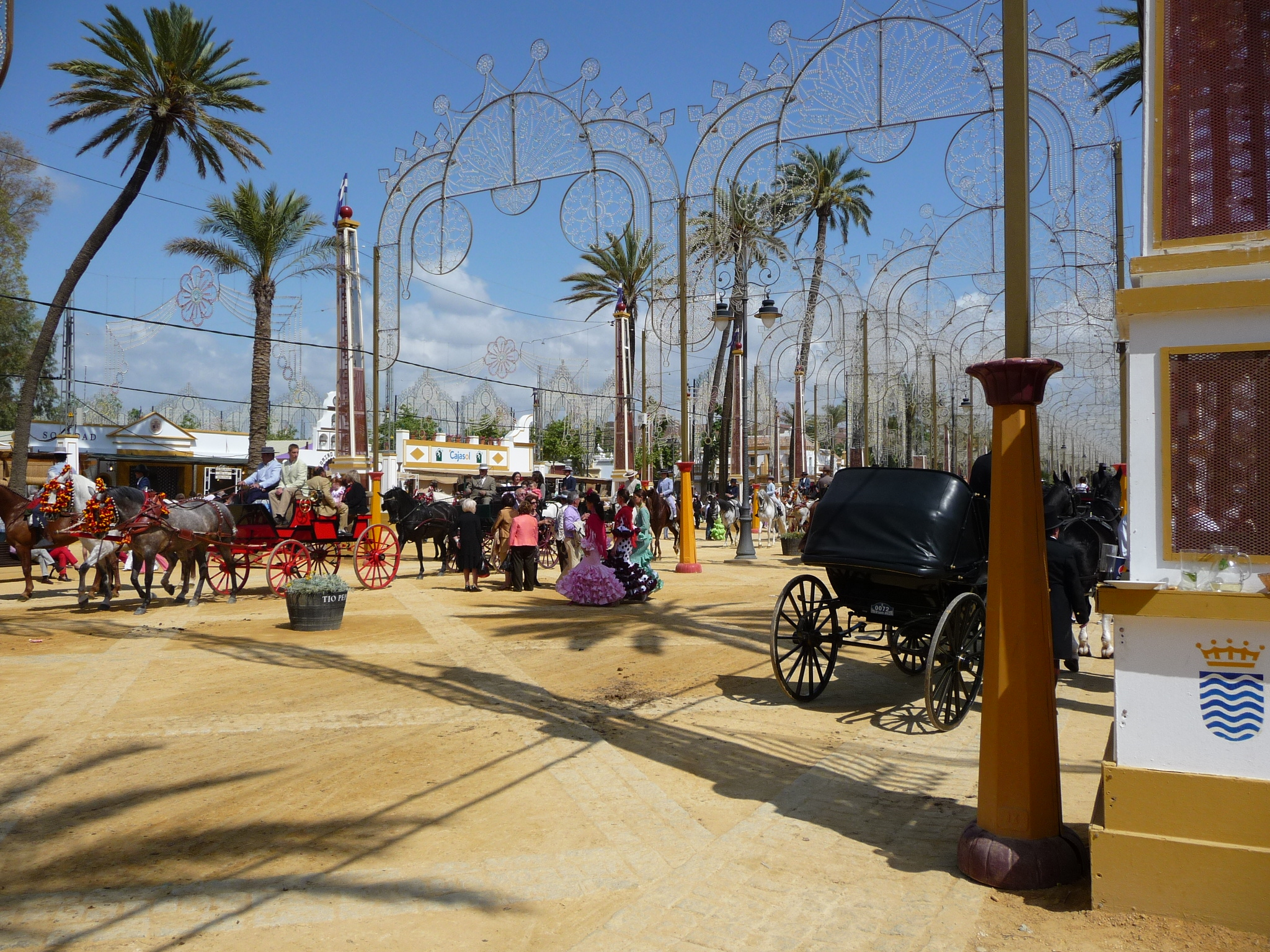
Paseo de coches de caballo en la Feria de Jerez, en la actualidad

El primer coche que se vio en la Península fue por los años de 1546, según lo expresa Mendes Silva en su Catálogo Real de España. Sin embargo, Vanderkamen, historiador de don Juan de Austria, supone que el primer coche que anduvo por estos reinos fue el que trajo en 1554 Cárlos Pubest, criado del emperador Carlos V.

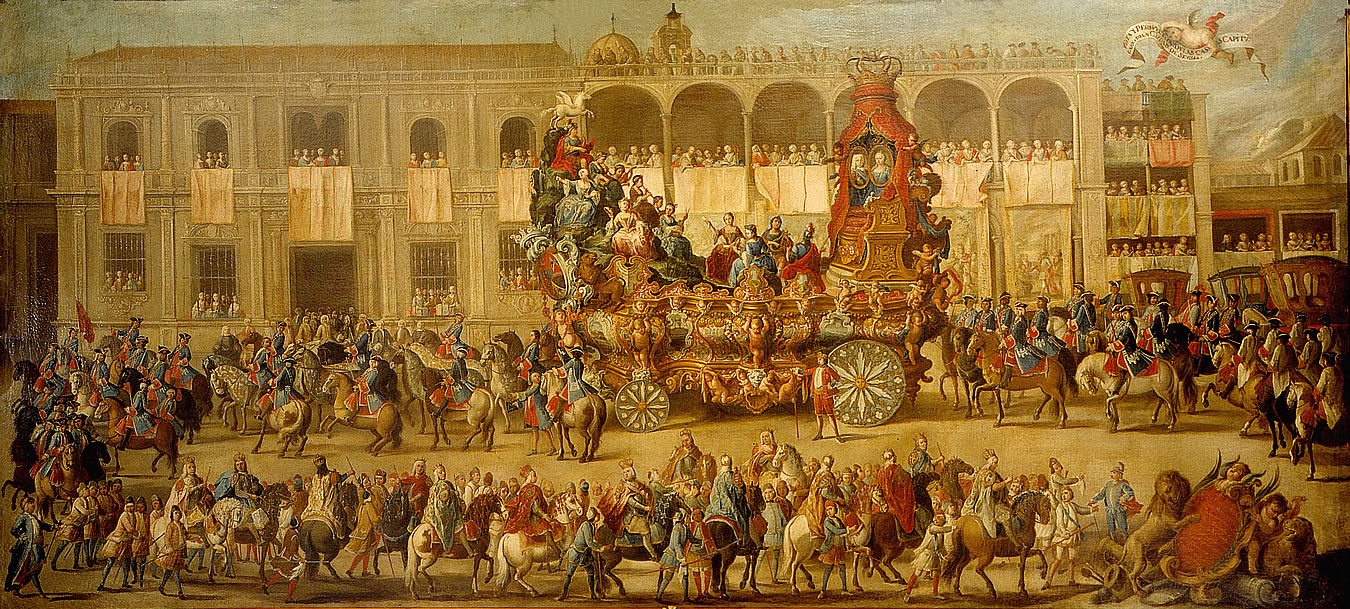
El carro del Parnaso y otros carruajes, 1748.

 El 23 de febrero de 1559, hizo su entrada en Barcelona el lugarteniente general García de Toledo con su esposa Victoria Colona, en un magnífico coche, que las crónicas de aquellos tiempos califican de carro tot daurat de dins y de fora á la italiana (carro o coche enteramente dorado por dentro y por fuera a la italiana). Este sería sin duda el primer coche que se vio en Barcelona.
Después de referir el mencionado Vanderkamen que el príncipe don Juan solía ir a visitar a Nuestra Señora de Regla en Andalucía, en una carreta de bueyes, con la duquesa de Medina, añade: 

Pero dentro de pocos años (1567) fue necesario prohibir los coches por pragmática. Tan introducido se hallaba ya este vicio infernal que tanto daño ha causado en Castilla.

Consecuente a esto sin duda fue que en 1578, accediendo Felipe II a la petición de las Cortes, prohibió tener coches y carrozas sino con cuatro caballos, propios del dueño del carruaje, cuya disposición se amplió en 1593 a los carricoches y carros largos. Más adelante, en 2 de junio de 1600, Felipe III teniendo en consideración lo que le expusieron los procuradores de Cortes, permitió traer dos caballos en los coches y carrozas, sin embargo de lo dispuesto en las leyes anteriores. Felipe II prohibió en 11 de octubre de 1579, las carrozas con seda y guarniciones de oro y plata. Felipe III, por pragmática dada en San Lorenzo a 2 de enero de 1600 y luego por otras publicadas en Madrid a 3 de enero y 7 de abril de 1611 prohibió los forros, cubiertas y bordados de oro, plata y seda en las sillas de manos, coches y literas.
El mismo monarca, en 8 de junio de 1619, autorizó para andar en coches de dos mulas a los labradores de veinte y cinco fanegas de tierra, cuya disposición fue revocada por pragmática de Felipe IV de 11 de febrero de 1628 y puesta nuevamente en observancia por el mismo rey atendidas las razones de los procuradores de Cortes en 1632.
Carlos II, por bando de 16 de julio de 1678, prohibió usar mulas y machos en coches, estufas, calesas y demás portes de rúa. Luego Felipe V prohibió en 1723 y 1729 el uso de seis mulas o caballos en los coches, dentro de la corte, etc., hasta que Carlos III en 1785 prohibió más de dos mulas o caballos en los coches, berlinas y demás carruajes de rúa. Felipe V, ee 5 de noviembre de 1723, dispuso el adorno que debían tener los coches y sillas de mano con arreglo a lo mandado en la ley precedente. Felipe III, por pragmática de 1604 y por otra de 1611 prohibió usar los hombres de sillas de manos. El mismo monarca, en 3 de enero del referido año de 1611, limitó el uso del coche a determinadas personas en cuya pragmática se leen las disposiciones siguientes: 
Que persona alguna de cualquier estado, calidad y condición, pueda hacer ni mandar hacer coche de nuevo sin licencia del Presidente del Consejo. Que nadie pueda andar en coche de rúa en ninguna ciudad, villa ó lugar de estos reinos, sin licencia de S. M. Pero permitimos, que las mujeres puedan andar en coche, yendo en ellos destapadas y descubiertas, de manera que se puedan ver y conocer; con que los coches con que anduvieren sean propios y de cuatro caballos y no de menos: y permitimos que las dichas mujeres puedan llevar en sus coches á sus maridos, padres, hijos y abuelos, y las mujeres que quisieren, yendo destapadas, y yendo las dueñas del coche con ellas; y entiéndase que en los de sus amas puedan ir las hijas, deudas ó criadas de aquella familia, aunque ellas no vayan dentro, y también permitimos que los hombres que tuvieren licencia nuestra para andar en coche, pueden llevar en ellos á los que quisieren yendo ellos dentro.
Otro si mandamos que las personas que tuvieren coche no le puedan prestar, etc.
Que ninguna persona pueda ruar en coche alquilado en la córte
Que ninguna mujer que públicamente fuere mala de su cuerpo y ganare por ello, pueda andar en coche, ni en carroza, ni en litera, ni en silla en esta córte, ni en otro algún lugar de estos nuestros reinos, so pena de cuatro años de destierro de ella con las cinco leguas, y de cualquier otro lugar y su jurisdicción adonde anduviere en coche, carroza, litera ó silla por la primera vez, y por la segunda sea traída á la vergüenza públicamente y condenada en el dicho destierro.
En la aclaración de esta ley que se publicó el 4 de abril del mismo año se estableció, entre otras cosas menos importantes, que la prohibición de ruar en coche se entienda en todas las ciudades, villas y lugares de España; que en cuanto se permite a los hombres que tienen licencia para andar en coche, que puedan llevar en él a los que quisieren llevando hombres, más siendo mujeres sea solamente a sus mujeres propias, madres, abuelas, hijas, suegras y nueras; y que los hijos de los que tuvieren licencia para andar en coche, puedan andar en ellos aunque los padres no vayan dentro hasta la edad de diez años y no más.
Según las leyes recopiladas españolas estaba prohibido el uso del coche u otro carruaje en la corte los tres días últimos de la Semana Santa; esto es, durante el jueves, viernes y sábado, bajo una determinada pena salvo con licencia del alcalde del cuartel dada por escrito, etc. En Madrid del siglo XVIII, gracias al invento de Simón Tomé se desarrolla el coche simón como carruaje de alquiler.

### El coche en Francia

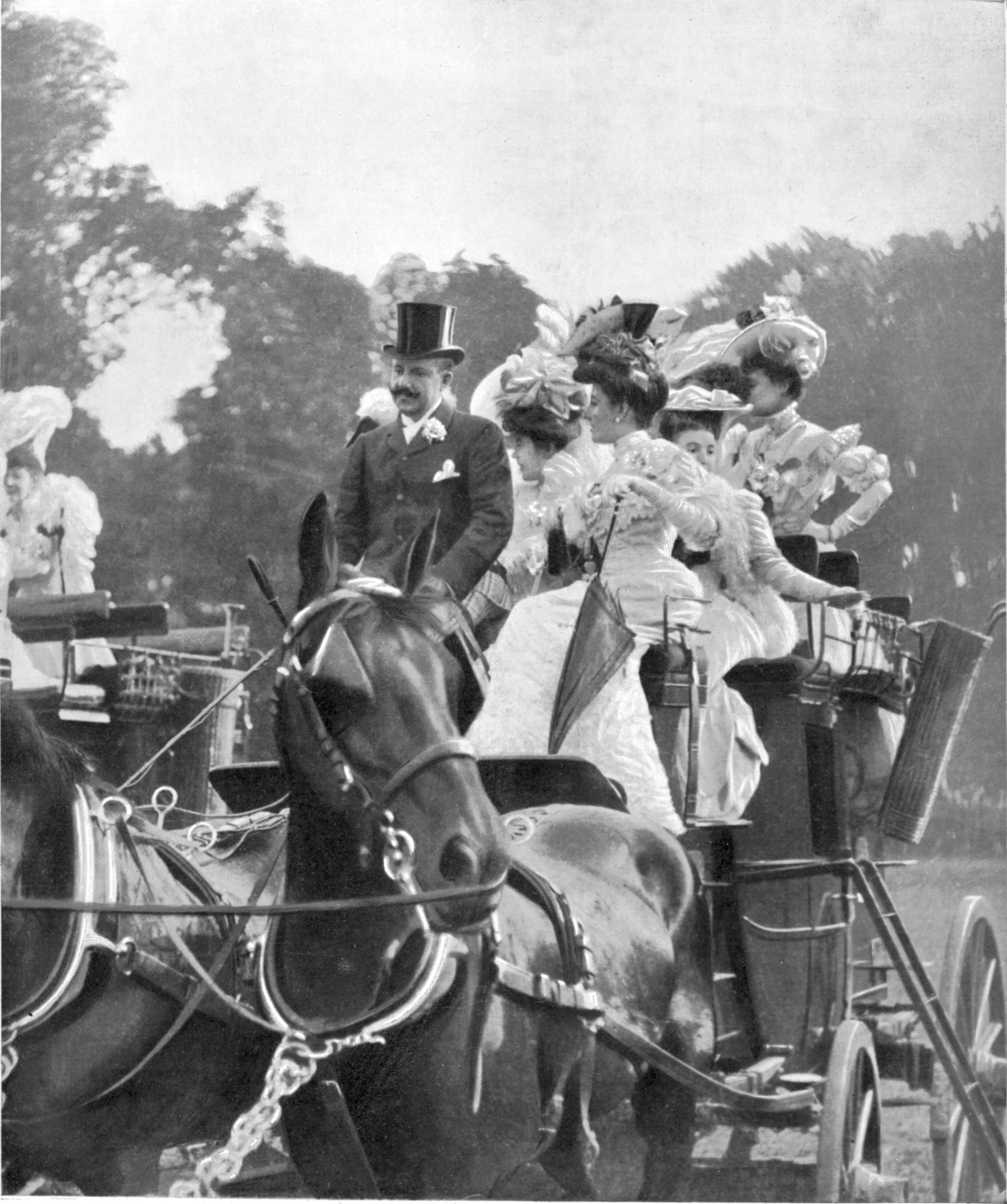
Fotografía en Le Mail francés, 1906.

En Francia no eran en el siglo XVI más abundantes los coches. Enrique IV se excusaba con Sully, de no haber podido ir a verle porque su mujer había tomado su coche. En tiempo de Francisco I no había todavía en París más que tres carrozas o coches: el de la reina, el de Diana de Poitiers, amante de Enrique II, y el tercero pertenecía a René de La Val, cuya extremada obesidad le impedía montar a caballo e incluso andar.
Los carruajes conocidos con el nombre de mensajerías, diligencias, etc., fueron establecidos por primera vez en Francia a cuenta de las universidades literarias, para la conducción y transporte de quienes estudiaban en ellas. Los conductores eran responsables del comportamiento de los estudiantes durante el viaje.
En 1595 Enrique III de Francia estableció mensajerías reales, concediendo desde entonces a la universidad de París cierto derecho sobre ellas por vía de indemnización que cobró hasta el año 1719. Mucho después, el público comenzó a encargarles algunas cartas y la conducción de ciertas mercancías fue tomando un mayor desarrollo.
En 1825 se crearon primero en París, luego en Londres y a continuación en Barcelona una especie de mensajerías para el transporte de personas y efectos de un barrio de la ciudad a otro a cuyos carruajes, por su gran capacidad, se les dio el nombre de ómnibus.